# Brachycephalus nodoterga
Brachycephalus nodoterga е вид жаба от семейство Brachycephalidae.

## Разпространение
Видът е разпространен в Бразилия.